# Горња Глоговница
Горња Глоговница (хрв. Gornja Glogovnica) је насељено место у саставу града Крижевци, Копривничко-крижевачка жупанија, Хрватска.

## Историја
До територијалне реорганизације у Хрватској била је у саставу старе општине Крижевци.

## Становништво
У попису становништва из 2011. године, Горња Глоговница је имала 115 становника.
| Број становника према пописима | Број становника према пописима | Број становника према пописима | Број становника према пописима | Број становника према пописима | Број становника према пописима | Број становника према пописима | Број становника према пописима | Број становника према пописима | Број становника према пописима | Број становника према пописима | Број становника према пописима | Број становника према пописима | Број становника према пописима | Број становника према пописима | Број становника према пописима |
| ------------------------------ | ------------------------------ | ------------------------------ | ------------------------------ | ------------------------------ | ------------------------------ | ------------------------------ | ------------------------------ | ------------------------------ | ------------------------------ | ------------------------------ | ------------------------------ | ------------------------------ | ------------------------------ | ------------------------------ | ------------------------------ |
| 1857                           | 1869                           | 1880                           | 1890                           | 1900                           | 1910                           | 1921                           | 1931                           | 1948                           | 1953                           | 1961                           | 1971                           | 1981                           | 1991                           | 2001                           | 2011                           |
| 351                            | 361                            | 348                            | 381                            | 452                            | 523                            | 485                            | 450                            | 479                            | 266                            | 252                            | 208                            | 203                            | 163                            | 146                            | 115                            |

Напомена: Насеља Доња Глоговница и Горња Глоговница исказују се од 1953. године. До 1948. исказивано је насеље под именом Глоговница. За то некадашње насеље садржи податке из 1857. до 1948.